# Lista siturilor arheologice din județul Iași - B
Lista siturilor arheologice din județul Iași - B conține toate siturile arheologice din județul Iași înscrise în Repertoriul Arheologic Național (RAN) și aflate în localități al căror nume începe cu litera B. RAN este administrat de Ministerul Culturii și Patrimoniului Național și cuprinde date științifice, cartografice, topografice, imagini și planuri, precum și orice alte informații privitoare la zonele cu potențial arheologic, studiate sau nu, încă existente sau dispărute.
Puteți căuta un sit din localitățile care încep cu litera B folosind formularul de mai jos sau puteți naviga prin toate siturile din județ la Lista siturilor arheologice din județul Iași.
| Cod RAN                                   | Denumire | Localitate                                         | Adresă                          | Datare                              | Descoperit | Coordonate | Imagine           | Erori            |
| ----------------------------------------- | --- | -------------------------------------------------- | ------------------------------- | ----------------------------------- | ---------- | ---------- | ----------------- | ---------------- |
| 95505.01.01 (Cod LMI: IS-I-s-B-03519)     | Așezarea Starcevo-Criș de la Balș - "Valea Parului" / ansamblu anonim (Categorie: locuire civilă) (Tip: Așezare)               | sat Balș, comuna Balș                              | Valea Parului                   | Starčevo - Criș                     |            |            | Încărcați imagine | Raportați eroare |
| 96682.01.01 (Cod LMI: IS-I-m-B-03520.03)  | Situl arheologic de la Băiceni - "Bogdăneasa" / ansamblu anonim (Categorie: locuire civilă) (Tip: Așezare)                     | sat Băiceni, comuna Cucuteni                       | Bogdăneasa                      | sec. IV - III a. Chr.               |            |            | Încărcați imagine | Raportați eroare |
| 96682.01.02 (Cod LMI: IS-I-m-B-03520.02)  | Situl arheologic de la Băiceni - "Bogdăneasa" / ansamblu anonim (Categorie: locuire civilă) (Tip: Așezare)                     | sat Băiceni, comuna Cucuteni                       | Bogdăneasa                      | sec. VIII - XI                      |            |            | Încărcați imagine | Raportați eroare |
| 96682.01.03 (Cod LMI: IS-I-m-B-03520.01)  | Situl arheologic de la Băiceni - "Bogdăneasa" / ansamblu anonim (Categorie: locuire civilă) (Tip: Așezare)                     | sat Băiceni, comuna Cucuteni                       | Bogdăneasa                      | sec. XVIII                          |            |            | Încărcați imagine | Raportați eroare |
| 96682.02.01 (Cod LMI: IS-I-m-A-03521.06)  | Situl arheologic de la Băiceni - "Cetățuia" / ansamblu anonim (Categorie: locuire civilă) (Tip: Așezare)                       | sat Băiceni, comuna Cucuteni                       | Cetățuia                        | Cucuteni - A                        |            |            | Încărcați imagine | Raportați eroare |
| 96682.02.02 (Cod LMI: IS-I-m-A-03521.05)  | Situl arheologic de la Băiceni - "Cetățuia" / ansamblu anonim (Categorie: locuire civilă) (Tip: Așezare)                       | sat Băiceni, comuna Cucuteni                       | Cetățuia                        | Cucuteni - AB                       |            |            | Încărcați imagine | Raportați eroare |
| 96682.02.03 (Cod LMI: IS-I-m-A-03521.04)  | Situl arheologic de la Băiceni - "Cetățuia" / ansamblu anonim (Categorie: locuire civilă) (Tip: Așezare)                       | sat Băiceni, comuna Cucuteni                       | Cetățuia                        | Cucuteni - B                        |            |            | Încărcați imagine | Raportați eroare |
| 96682.02.04 (Cod LMI: IS-I-m-A-03521.03)  | Situl arheologic de la Băiceni - "Cetățuia" / ansamblu anonim (Categorie: locuire civilă) (Tip: Așezare)                       | sat Băiceni, comuna Cucuteni                       | Cetățuia                        | Horodiștea - Erbiceni               |            |            | Încărcați imagine | Raportați eroare |
| 96682.02.05 (Cod LMI: IS-I-m-A-03521.02)  | Situl arheologic de la Băiceni - "Cetățuia" / ansamblu anonim (Categorie: locuire civilă) (Tip: Așezare)                       | sat Băiceni, comuna Cucuteni                       | Cetățuia                        | getică                              |            |            | Încărcați imagine | Raportați eroare |
| 96682.02.06 (Cod LMI: IS-I-m-A-03521.01)  | Situl arheologic de la Băiceni - "Cetățuia" / ansamblu anonim (Categorie: locuire civilă) (Tip: Așezare)                       | sat Băiceni, comuna Cucuteni                       | Cetățuia                        | sec. III p. Chr.                    |            |            | Încărcați imagine | Raportați eroare |
| 96682.03.01 (Cod LMI: IS-I-s-B-03522)     | Situl arheologic de la Băiceni - "Dâmbul lui Pletosu" / ansamblu anonim (Categorie: locuire civilă) (Tip: Așezare)             | sat Băiceni, comuna Cucuteni                       | Dâmbul lui Pletosu              | sec. IX - X                         |            |            | Încărcați imagine | Raportați eroare |
| 96682.03.02 (Cod LMI: IS-I-m-B-03522.05)  | Situl arheologic de la Băiceni - "Dâmbul lui Pletosu" / ansamblu anonim (Categorie: locuire civilă) (Tip: Așezare)             | sat Băiceni, comuna Cucuteni                       | Dâmbul lui Pletosu              | Cucuteni - A                        |            |            | Încărcați imagine | Raportați eroare |
| 96682.03.03 (Cod LMI: IS-I-m-B-03522.04)  | Situl arheologic de la Băiceni - "Dâmbul lui Pletosu" / ansamblu anonim (Categorie: locuire civilă) (Tip: Așezare)             | sat Băiceni, comuna Cucuteni                       | Dâmbul lui Pletosu              | sec. I - II p.Chr.                  |            |            | Încărcați imagine | Raportați eroare |
| 96682.03.04 (Cod LMI: IS-I-m-B-03522.03)  | Situl arheologic de la Băiceni - "Dâmbul lui Pletosu" / ansamblu anonim (Categorie: locuire civilă) (Tip: Așezare)             | sat Băiceni, comuna Cucuteni                       | Dâmbul lui Pletosu              | sec. IV p.Chr.                      |            |            | Încărcați imagine | Raportați eroare |
| 96682.03.05 (Cod LMI: IS-I-m-B-03522.01)  | Situl arheologic de la Băiceni - "Dâmbul lui Pletosu" / ansamblu anonim (Categorie: locuire civilă) (Tip: Așezare)             | sat Băiceni, comuna Cucuteni                       | Dâmbul lui Pletosu              | sec. XVI - XVII                     |            |            | Încărcați imagine | Raportați eroare |
| 96682.04.01 (Cod LMI: IS-I-s-A-03523)     | Așezarea de la Băiceni - "Dâmbul Morii" / ansamblu Așezarea din vale (Categorie: locuire civilă) (Tip: Așezare)                | sat Băiceni, comuna Cucuteni                       | Dâmbul Morii                    | Cucuteni - AB                       |            |            | Încărcați imagine | Raportați eroare |
| 96682.05.01 (Cod LMI: IS-I-m-B-03524.03)  | Situl arheologic de la Băiceni - "Grădina lui Pascal" / ansamblu anonim (Categorie: locuire civilă) (Tip: Așezare)             | sat Băiceni, comuna Cucuteni                       | Grădina lui Pascal              | sf. sec. VIII                       |            |            | Încărcați imagine | Raportați eroare |
| 96682.05.02 (Cod LMI: IS-I-m-B-03524.01)  | Situl arheologic de la Băiceni - "Grădina lui Pascal" / ansamblu anonim (Categorie: locuire civilă) (Tip: Așezare)             | sat Băiceni, comuna Cucuteni                       | Grădina lui Pascal              | sec. XVII - XVIII                   |            |            | Încărcați imagine | Raportați eroare |
| 96682.05.03 (Cod LMI: IS-I-m-B-03524.02)  | Situl arheologic de la Băiceni - "Grădina lui Pascal" / ansamblu anonim (Categorie: locuire civilă) (Tip: Așezare)             | sat Băiceni, comuna Cucuteni                       | Grădina lui Pascal              | sec. IX - X                         |            |            | Încărcați imagine | Raportați eroare |
| 96682.06.01 (Cod LMI: IS-I-m-B-03525.02)  | Situl arheologic de la Băiceni - "Mlada" / ansamblu anonim (Categorie: locuire civilă) (Tip: Așezare)                          | sat Băiceni, comuna Cucuteni                       | Mlada                           | sec. IV - III a. Chr.               |            |            | Încărcați imagine | Raportați eroare |
| 96682.06.02 (Cod LMI: IS-I-m-B-03525.01)  | Situl arheologic de la Băiceni - "Mlada" / ansamblu anonim (Categorie: locuire civilă) (Tip: Așezare)                          | sat Băiceni, comuna Cucuteni                       | Mlada                           | sec. III - I a. Chr.                |            |            | Încărcați imagine | Raportați eroare |
| 96682.07.01 (Cod LMI: IS-I-m-B-03526.04)  | Situl arheologic de la Băiceni - "Siliște" / ansamblu anonim (Categorie: locuire civilă) (Tip: Așezare)                        | sat Băiceni, comuna Cucuteni                       | Siliște                         | sec. II - III                       |            |            | Încărcați imagine | Raportați eroare |
| 96682.07.02 (Cod LMI: IS-I-m-B-03526.03)  | Situl arheologic de la Băiceni - "Siliște" / ansamblu anonim (Categorie: locuire civilă) (Tip: Așezare)                        | sat Băiceni, comuna Cucuteni                       | Siliște                         | sec. IV                             |            |            | Încărcați imagine | Raportați eroare |
| 96682.07.03 (Cod LMI: IS-I-m-B-03526.02)  | Situl arheologic de la Băiceni - "Siliște" / ansamblu anonim (Categorie: locuire civilă) (Tip: Așezare)                        | sat Băiceni, comuna Cucuteni                       | Siliște                         | sec. VIII - X                       |            |            | Încărcați imagine | Raportați eroare |
| 96682.07.04 (Cod LMI: IS-I-m-B-03526.01)  | Situl arheologic de la Băiceni - "Siliște" / ansamblu anonim (Categorie: locuire civilă) (Tip: Așezare)                        | sat Băiceni, comuna Cucuteni                       | Siliște                         | sec. XV - XVII                      |            |            | Încărcați imagine | Raportați eroare |
| 95809.01.01 (Cod LMI: IS-I-m-B-03527.02)  | Situl arheologic de la Bălțați - "Dealul Mândra" / ansamblu anonim (Categorie: locuire civilă) (Tip: Așezare)                  | sat Bălțați, comuna Bălțați                        | Dealul Mândra                   | Cucuteni - A                        |            |            | Încărcați imagine | Raportați eroare |
| 95809.01.02 (Cod LMI: IS-I-m-B-03527.01)  | Situl arheologic de la Bălțați - "Dealul Mândra" / ansamblu anonim (Categorie: locuire civilă) (Tip: Așezare)                  | sat Bălțați, comuna Bălțați                        | Dealul Mândra                   | Noua                                |            |            | Încărcați imagine | Raportați eroare |
| 95809.02.01 (Cod LMI: IS-I-m-B-03528.08)  | Situl arheologic de la Bălțați - "La Podeț" / ansamblu anonim (Categorie: locuire civilă) (Tip: Așezare)                       | sat Bălțați, comuna Bălțați                        | La Podeț                        | Starčevo - Criș                     |            |            | Încărcați imagine | Raportați eroare |
| 95809.02.02 (Cod LMI: IS-I-m-B-03528.07)  | Situl arheologic de la Bălțați - "La Podeț" / ansamblu anonim (Categorie: locuire civilă) (Tip: Așezare)                       | sat Bălțați, comuna Bălțați                        | La Podeț                        | Noua                                |            |            | Încărcați imagine | Raportați eroare |
| 95809.02.03 (Cod LMI: IS-I-m-B-03528.06)  | Situl arheologic de la Bălțați - "La Podeț" / ansamblu anonim (Categorie: locuire civilă) (Tip: Așezare)                       | sat Bălțați, comuna Bălțați                        | La Podeț                        |                                     |            |            | Încărcați imagine | Raportați eroare |
| 95809.02.04 (Cod LMI: IS-I-m-B-03528.05)  | Situl arheologic de la Bălțați - "La Podeț" / ansamblu anonim (Categorie: locuire civilă) (Tip: Așezare)                       | sat Bălțați, comuna Bălțați                        | La Podeț                        | sec. IV                             |            |            | Încărcați imagine | Raportați eroare |
| 95809.02.05 (Cod LMI: IS-I-m-B-03528.04)  | Situl arheologic de la Bălțați - "La Podeț" / ansamblu anonim (Categorie: locuire civilă) (Tip: Așezare)                       | sat Bălțați, comuna Bălțați                        | La Podeț                        | sec. VIII - IX                      |            |            | Încărcați imagine | Raportați eroare |
| 95809.02.06 (Cod LMI: IS-I-m-B-03528.03)  | Situl arheologic de la Bălțați - "La Podeț" / ansamblu anonim (Categorie: locuire civilă) (Tip: Așezare)                       | sat Bălțați, comuna Bălțați                        | La Podeț                        | sec. XII - XIII                     |            |            | Încărcați imagine | Raportați eroare |
| 95809.02.07 (Cod LMI: IS-I-m-B-03528.02)  | Situl arheologic de la Bălțați - "La Podeț" / ansamblu anonim (Categorie: locuire civilă) (Tip: Așezare)                       | sat Bălțați, comuna Bălțați                        | La Podeț                        | sec. XV - XVI                       |            |            | Încărcați imagine | Raportați eroare |
| 95809.02.08 (Cod LMI: IS-I-m-B-03528.01)  | Situl arheologic de la Bălțați - "La Podeț" / ansamblu anonim (Categorie: locuire civilă) (Tip: Așezare)                       | sat Bălțați, comuna Bălțați                        | La Podeț                        | sec. XVII - XVIII                   |            |            | Încărcați imagine | Raportați eroare |
| 95809.03.01 (Cod LMI: IS-I-m-B-03529.11)  | Situl arheologic de la Bălțați - "Zona cantoanelor CFR 38 - 39" / ansamblu anonim (Categorie: locuire civilă) (Tip: Așezare)   | sat Bălțați, comuna Bălțați                        | Zona cantoanelor CFR 38 - 39    | Starčevo - Criș                     |            |            | Încărcați imagine | Raportați eroare |
| 95809.03.02 (Cod LMI: IS-I-m-B-03529.09)  | Situl arheologic de la Bălțați - "Zona cantoanelor CFR 38 - 39" / ansamblu anonim (Categorie: locuire civilă) (Tip: Așezare)   | sat Bălțați, comuna Bălțați                        | Zona cantoanelor CFR 38 - 39    | Cucuteni - A și B                   |            |            | Încărcați imagine | Raportați eroare |
| 95809.03.03 (Cod LMI: IS-I-m-B-03529.07)  | Situl arheologic de la Bălțați - "Zona cantoanelor CFR 38 - 39" / ansamblu anonim (Categorie: locuire civilă) (Tip: Așezare)   | sat Bălțați, comuna Bălțați                        | Zona cantoanelor CFR 38 - 39    | Noua                                |            |            | Încărcați imagine | Raportați eroare |
| 95809.03.04 (Cod LMI: IS-I-m-B-03529.06)  | Situl arheologic de la Bălțați - "Zona cantoanelor CFR 38 - 39" / ansamblu anonim (Categorie: locuire civilă) (Tip: Așezare)   | sat Bălțați, comuna Bălțați                        | Zona cantoanelor CFR 38 - 39    |                                     |            |            | Încărcați imagine | Raportați eroare |
| 95809.03.05 (Cod LMI: IS-I-m-B-03529.05)  | Situl arheologic de la Bălțați - "Zona cantoanelor CFR 38 - 39" / ansamblu anonim (Categorie: locuire civilă) (Tip: Așezare)   | sat Bălțați, comuna Bălțați                        | Zona cantoanelor CFR 38 - 39    | sec. IV                             |            |            | Încărcați imagine | Raportați eroare |
| 95809.03.06 (Cod LMI: IS-I-m-B-03529.04)  | Situl arheologic de la Bălțați - "Zona cantoanelor CFR 38 - 39" / ansamblu anonim (Categorie: locuire civilă) (Tip: Așezare)   | sat Bălțați, comuna Bălțați                        | Zona cantoanelor CFR 38 - 39    | sec. VI-VII                         |            |            | Încărcați imagine | Raportați eroare |
| 95809.03.07 (Cod LMI: IS-I-m-B-03529.03)  | Situl arheologic de la Bălțați - "Zona cantoanelor CFR 38 - 39" / ansamblu anonim (Categorie: locuire civilă) (Tip: Așezare)   | sat Bălțați, comuna Bălțați                        | Zona cantoanelor CFR 38 - 39    | sec. VIII - IX                      |            |            | Încărcați imagine | Raportați eroare |
| 95809.03.08 (Cod LMI: IS-I-m-B-03529.02)  | Situl arheologic de la Bălțați - "Zona cantoanelor CFR 38 - 39" / ansamblu anonim (Categorie: locuire civilă) (Tip: Așezare)   | sat Bălțați, comuna Bălțați                        | Zona cantoanelor CFR 38 - 39    | sec. X - XI                         |            |            | Încărcați imagine | Raportați eroare |
| 95809.03.09 (Cod LMI: IS-I-m-B-03529.01)  | Situl arheologic de la Bălțați - "Zona cantoanelor CFR 38 - 39" / ansamblu anonim (Categorie: locuire civilă) (Tip: Așezare)   | sat Bălțați, comuna Bălțați                        | Zona cantoanelor CFR 38 - 39    | sec. XI - XIII                      |            |            | Încărcați imagine | Raportați eroare |
| 95809.03.10 (Cod LMI: IS-I-m-B-03529.10)  | Situl arheologic de la Bălțați - "Zona cantoanelor CFR 38 - 39" / ansamblu anonim (Categorie: locuire civilă) (Tip: Așezare)   | sat Bălțați, comuna Bălțați                        | Zona cantoanelor CFR 38 - 39    | Cucuteni - A                        |            |            | Încărcați imagine | Raportați eroare |
| 95809.03.11 (Cod LMI: IS-I-m-B-03529.08)  | Situl arheologic de la Bălțați - "Zona cantoanelor CFR 38 - 39" / ansamblu anonim (Categorie: locuire civilă) (Tip: Așezare)   | sat Bălțați, comuna Bălțați                        | Zona cantoanelor CFR 38 - 39    | Cucuteni - B                        |            |            | Încărcați imagine | Raportați eroare |
| 96691.01.01 (Cod LMI: IS-I-m-B-03530.06)  | Situl arheologic de la Bărbătești - "Tarlaua Grajd" / ansamblu anonim (Categorie: locuire civilă) (Tip: Așezare)               | sat Bărbătești, comuna Cucuteni                    | Tarlaua Grajd                   | Cucuteni                            |            |            | Încărcați imagine | Raportați eroare |
| 96691.01.02 (Cod LMI: IS-I-m-B-03530.04)  | Situl arheologic de la Bărbătești - "Tarlaua Grajd" / ansamblu anonim (Categorie: locuire civilă) (Tip: Așezare)               | sat Bărbătești, comuna Cucuteni                    | Tarlaua Grajd                   | sec. V - IV a. Chr.                 |            |            | Încărcați imagine | Raportați eroare |
| 96691.01.03 (Cod LMI: IS-I-m-B-03530.05)  | Situl arheologic de la Bărbătești - "Tarlaua Grajd" / ansamblu anonim (Categorie: locuire civilă) (Tip: Așezare)               | sat Bărbătești, comuna Cucuteni                    | Tarlaua Grajd                   |                                     |            |            | Încărcați imagine | Raportați eroare |
| 96691.01.04 (Cod LMI: IS-I-m-B-03530.03)  | Situl arheologic de la Bărbătești - "Tarlaua Grajd" / ansamblu anonim (Categorie: locuire civilă) (Tip: Așezare)               | sat Bărbătești, comuna Cucuteni                    | Tarlaua Grajd                   | sec. II - III                       |            |            | Încărcați imagine | Raportați eroare |
| 96691.01.05 (Cod LMI: IS-I-m-B-03530.01)  | Situl arheologic de la Bărbătești - "Tarlaua Grajd" / ansamblu anonim (Categorie: locuire civilă) (Tip: Așezare)               | sat Bărbătești, comuna Cucuteni                    | Tarlaua Grajd                   | sec. XV                             |            |            | Încărcați imagine | Raportați eroare |
| 96691.01.06 (Cod LMI: IS-I-m-B-03530.02)  | Situl arheologic de la Bărbătești - "Tarlaua Grajd" / ansamblu anonim (Categorie: locuire civilă) (Tip: Așezare)               | sat Bărbătești, comuna Cucuteni                    | Tarlaua Grajd                   | sec. IV                             |            |            | Încărcați imagine | Raportați eroare |
| 168461.01.01 (Cod LMI: IS-I-m-B-03535.04) | Situl arheologic de la Belcești - "Dealul Rușilor" / ansamblu anonim (Categorie: locuire civilă) (Tip: Așezare)                | oraș Belcești                                      | Dealul Rușilor sau La Imaș      | Starčevo - Criș                     |            |            | Încărcați imagine | Raportați eroare |
| 168461.01.02 (Cod LMI: IS-I-m-B-03535.03) | Situl arheologic de la Belcești - "Dealul Rușilor" / ansamblu anonim (Categorie: locuire civilă) (Tip: Așezare)                | oraș Belcești                                      | Dealul Rușilor sau La Imaș      | sec. IV                             |            |            | Încărcați imagine | Raportați eroare |
| 168461.01.03 (Cod LMI: IS-I-m-B-03535.02) | Situl arheologic de la Belcești - "Dealul Rușilor" / ansamblu anonim (Categorie: locuire civilă) (Tip: Așezare)                | oraș Belcești                                      | Dealul Rușilor sau La Imaș      | sec. XI - XII                       |            |            | Încărcați imagine | Raportați eroare |
| 168461.01.04 (Cod LMI: IS-I-m-B-03535.01) | Situl arheologic de la Belcești - "Dealul Rușilor" / ansamblu anonim (Categorie: locuire civilă) (Tip: Așezare)                | oraș Belcești                                      | Dealul Rușilor sau La Imaș      | sec. XVII-XVIII                     |            |            | Încărcați imagine | Raportați eroare |
| 168461.02.01 (Cod LMI: IS-I-m-B-03536.07) | Situl arheologic de la Belcești - Punct "La Sărături" / ansamblu anonim (Categorie: locuire civilă) (Tip: Așezare)             | oraș Belcești                                      | La Sărături                     | Noua                                |            |            | Încărcați imagine | Raportați eroare |
| 168461.02.02 (Cod LMI: IS-I-m-B-03536.06) | Situl arheologic de la Belcești - Punct "La Sărături" / ansamblu anonim (Categorie: locuire civilă) (Tip: Așezare)             | oraș Belcești                                      | La Sărături                     | sec. II - III                       |            |            | Încărcați imagine | Raportați eroare |
| 168461.02.03 (Cod LMI: IS-I-m-B-03536.05) | Situl arheologic de la Belcești - Punct "La Sărături" / ansamblu anonim (Categorie: locuire civilă) (Tip: Așezare)             | oraș Belcești                                      | La Sărături                     | sec. X - XI                         |            |            | Încărcați imagine | Raportați eroare |
| 168461.02.04 (Cod LMI: IS-I-m-B-03536.04) | Situl arheologic de la Belcești - Punct "La Sărături" / ansamblu anonim (Categorie: locuire civilă) (Tip: Așezare)             | oraș Belcești                                      | La Sărături                     | sec. XI - XII                       |            |            | Încărcați imagine | Raportați eroare |
| 168461.02.05 (Cod LMI: IS-I-m-B-03536.03) | Situl arheologic de la Belcești - Punct "La Sărături" / ansamblu anonim (Categorie: locuire civilă) (Tip: Așezare)             | oraș Belcești                                      | La Sărături                     | sec. XV                             |            |            | Încărcați imagine | Raportați eroare |
| 168461.02.06 (Cod LMI: IS-I-m-B-03536.02) | Situl arheologic de la Belcești - Punct "La Sărături" / ansamblu anonim (Categorie: locuire civilă) (Tip: Așezare)             | oraș Belcești                                      | La Sărături                     | sec. XVI                            |            |            | Încărcați imagine | Raportați eroare |
| 168461.02.07 (Cod LMI: IS-I-m-B-03536.01) | Situl arheologic de la Belcești - Punct "La Sărături" / ansamblu anonim (Categorie: locuire civilă) (Tip: Așezare)             | oraș Belcești                                      | La Sărături                     | sec. XVII - XVIII                   |            |            | Încărcați imagine | Raportați eroare |
| 97580.01.01 (Cod LMI: IS-I-m-B-03531.02)  | Situl arheologic de la Bacu - "Doschina" / ansamblu anonim (Categorie: locuire civilă) (Tip: Așezare)                          | sat Bacu, comuna Ipatele                           | Doschina                        | geto-dacică                         |            |            | Încărcați imagine | Raportați eroare |
| 97580.01.02 (Cod LMI: IS-I-s-B-03531)     | Situl arheologic de la Bacu - "Doschina" / ansamblu anonim (Categorie: locuire civilă) (Tip: Așezare)                          | sat Bacu, comuna Ipatele                           | Doschina                        | sec. III - IV                       |            |            | Încărcați imagine | Raportați eroare |
| 97580.02.01 (Cod LMI: IS-I-m-B-03532.05)  | Situl arheologic de la Bacu - "Pe Beci" / ansamblu anonim (Categorie: locuire civilă) (Tip: Așezare)                           | sat Bacu, comuna Ipatele                           | Pe Beci                         | Noua                                |            |            | Încărcați imagine | Raportați eroare |
| 97580.02.02 (Cod LMI: IS-I-m-B-03532.04)  | Situl arheologic de la Bacu - "Pe Beci" / ansamblu Așezare bastarnică (Categorie: locuire civilă) (Tip: Așezare)               | sat Bacu, comuna Ipatele                           | Pe Beci                         | Poienești - Lukașevka sec. II - III |            |            | Încărcați imagine | Raportați eroare |
| 97580.02.03 (Cod LMI: IS-I-m-B-03532.03)  | Situl arheologic de la Bacu - "Pe Beci" / ansamblu anonim (Categorie: locuire civilă) (Tip: Așezare)                           | sat Bacu, comuna Ipatele                           | Pe Beci                         | sec. IV                             |            |            | Încărcați imagine | Raportați eroare |
| 97580.02.04 (Cod LMI: IS-I-m-B-03532.02)  | Situl arheologic de la Bacu - "Pe Beci" / ansamblu anonim (Categorie: locuire civilă) (Tip: Așezare)                           | sat Bacu, comuna Ipatele                           | Pe Beci                         | sec. V - VI                         |            |            | Încărcați imagine | Raportați eroare |
| 97580.02.05 (Cod LMI: IS-I-m-B-03532.01)  | Situl arheologic de la Bacu - "Pe Beci" / ansamblu anonim (Categorie: locuire civilă) (Tip: Așezare)                           | sat Bacu, comuna Ipatele                           | Pe Beci                         | sec. XVI - XVII                     |            |            | Încărcați imagine | Raportați eroare |
| 97027.01.01                               | Situl arheologic de la Bârlești - "La Curtea Boierească" / ansamblu anonim (Categorie: locuire civilă) (Tip: Așezare)          | sat Bârlești, comuna Erbiceni                      | La Curtea Boierească            | Cucuteni - B                        |            |            | Încărcați imagine | Raportați eroare |
| 97027.01.02                               | Situl arheologic de la Bârlești - "La Curtea Boierească" / ansamblu anonim (Categorie: locuire civilă) (Tip: Așezare)          | sat Bârlești, comuna Erbiceni                      | La Curtea Boierească            | Noua                                |            |            | Încărcați imagine | Raportați eroare |
| 97027.01.03                               | Situl arheologic de la Bârlești - "La Curtea Boierească" / ansamblu anonim (Categorie: locuire civilă) (Tip: Așezare)          | sat Bârlești, comuna Erbiceni                      | La Curtea Boierească            | geto-dacică sec. III - I a. Chr.    |            |            | Încărcați imagine | Raportați eroare |
| 97027.01.04                               | Situl arheologic de la Bârlești - "La Curtea Boierească" / ansamblu anonim (Categorie: locuire civilă) (Tip: Așezare)          | sat Bârlești, comuna Erbiceni                      | La Curtea Boierească            | sec. IV                             |            |            | Încărcați imagine | Raportați eroare |
| 97027.01.05                               | Situl arheologic de la Bârlești - "La Curtea Boierească" / ansamblu anonim (Categorie: locuire civilă) (Tip: Așezare)          | sat Bârlești, comuna Erbiceni                      | La Curtea Boierească            | sec. XVI - XVII                     |            |            | Încărcați imagine | Raportați eroare |
| 97027.02.01 (Cod LMI: IS-I-m-B-03534.05)  | Situl arheologic de la Bârlești - "La Pepiniera" / ansamblu anonim (Categorie: locuire civilă) (Tip: Așezare)                  | sat Bârlești, comuna Erbiceni                      | La Pepiniera                    | Precucuteni                         |            |            | Încărcați imagine | Raportați eroare |
| 97027.02.02 (Cod LMI: IS-I-m-B-03534.04)  | Situl arheologic de la Bârlești - "La Pepiniera" / ansamblu anonim (Categorie: locuire civilă) (Tip: Așezare)                  | sat Bârlești, comuna Erbiceni                      | La Pepiniera                    | Cucuteni                            |            |            | Încărcați imagine | Raportați eroare |
| 97027.02.03 (Cod LMI: IS-I-m-B-03534.03)  | Situl arheologic de la Bârlești - "La Pepiniera" / ansamblu anonim (Categorie: locuire civilă) (Tip: Așezare)                  | sat Bârlești, comuna Erbiceni                      | La Pepiniera                    | Horodiștea - Erbiceni               |            |            | Încărcați imagine | Raportați eroare |
| 97027.02.04 (Cod LMI: IS-I-m-B-03534.06)  | Situl arheologic de la Bârlești - "La Pepiniera" / ansamblu anonim (Categorie: locuire civilă) (Tip: Așezare)                  | sat Bârlești, comuna Erbiceni                      | La Pepiniera                    | Noua                                |            |            | Încărcați imagine | Raportați eroare |
| 97027.02.05 (Cod LMI: IS-I-m-B-03534.02)  | Situl arheologic de la Bârlești - "La Pepiniera" / ansamblu anonim (Categorie: locuire civilă) (Tip: Așezare)                  | sat Bârlești, comuna Erbiceni                      | La Pepiniera                    | sec. IV                             |            |            | Încărcați imagine | Raportați eroare |
| 97027.02.06 (Cod LMI: IS-I-m-B-03534.01)  | Situl arheologic de la Bârlești - "La Pepiniera" / ansamblu anonim (Categorie: locuire civilă) (Tip: Așezare)                  | sat Bârlești, comuna Erbiceni                      | La Pepiniera                    | sec. XI - XIII                      |            |            | Încărcați imagine | Raportați eroare |
| 95417.01.01 (Cod LMI: IS-I-m-B-03539.01)  | Situl arheologic de la Blăgești / ansamblu anonim (Categorie: locuire civilă) (Tip: Așezare)                                   | localitate componentă Blăgești, municipiul Pașcani |                                 |                                     |            |            | Încărcați imagine | Raportați eroare |
| 95417.01.02                               | Situl arheologic de la Blăgești / ansamblu Vatra fostului sat Dragomirești (Categorie: locuire civilă) (Tip: Așezare rurală)   | localitate componentă Blăgești, municipiul Pașcani |                                 |                                     |            |            | Încărcați imagine | Raportați eroare |
| 95417.01.03 (Cod LMI: IS-I-m-B-03539.02)  | Situl arheologic de la Blăgești / ansamblu anonim (Categorie: locuire civilă) (Tip: Așezare)                                   | localitate componentă Blăgești, municipiul Pașcani |                                 | Cucuteni                            |            |            | Încărcați imagine | Raportați eroare |
| 96744.01.01 (Cod LMI: IS-I-s-B-03540)     | Situl arheologic de la Boatca - "Cetatea Mare" / ansamblu anonim (Categorie: locuire civilă) (Tip: Așezare fortificată)        | sat Boatca, comuna Dagâța                          | Cetatea Mare (Cetatea Gârbești) | Cucuteni - A                        |            |            | Încărcați imagine | Raportați eroare |
| 96744.01.02 (Cod LMI: IS-I-s-B-03540)     | Situl arheologic de la Boatca - "Cetatea Mare" / ansamblu anonim (Categorie: locuire civilă) (Tip: Așezare)                    | sat Boatca, comuna Dagâța                          | Cetatea Mare (Cetatea Gârbești) | sec. XVII - XVIII                   |            |            | Încărcați imagine | Raportați eroare |
| 98943.01.01 (Cod LMI: IS-I-s-B-03541)     | Situl arheologic de la Boroșești - "Cujba" / ansamblu anonim (Categorie: locuire civilă) (Tip: Așezare)                        | sat Boroșești, comuna Scânteia                     | Cujba                           | Horodiștea - Erbiceni               |            |            | Încărcați imagine | Raportați eroare |
| 98943.01.02 (Cod LMI: IS-I-s-B-03541)     | Situl arheologic de la Boroșești - "Cujba" / ansamblu anonim (Categorie: locuire civilă) (Tip: Așezare)                        | sat Boroșești, comuna Scânteia                     | Cujba                           | sec. XI - XII                       |            |            | Încărcați imagine | Raportați eroare |
| 98943.01.03 (Cod LMI: IS-I-s-B-03541)     | Situl arheologic de la Boroșești - "Cujba" / ansamblu anonim (Categorie: locuire civilă) (Tip: Așezare)                        | sat Boroșești, comuna Scânteia                     | Cujba                           | sec. XIII                           |            |            | Încărcați imagine | Raportați eroare |
| 98943.02.01 (Cod LMI: IS-I-s-B-03542)     | Situl arheologic de la Boroșești - "Pe Lesa" / ansamblu anonim (Categorie: locuire) (Tip: Așezare)                             | sat Boroșești, comuna Scânteia                     | Pe Lesa (Dealul Borosești)      | Horodiștea - Erbiceni               |            |            | Încărcați imagine | Raportați eroare |
| 98943.02.02 (Cod LMI: IS-I-s-B-03542)     | Situl arheologic de la Boroșești - "Pe Lesa" / ansamblu anonim (Categorie: locuire) (Tip: Așezare)                             | sat Boroșești, comuna Scânteia                     | Pe Lesa (Dealul Borosești)      | sec. IV - III a. Chr.               |            |            | Încărcați imagine | Raportați eroare |
| 98943.02.03 (Cod LMI: IS-I-s-B-03542)     | Situl arheologic de la Boroșești - "Pe Lesa" / ansamblu anonim (Categorie: locuire) (Tip: Așezare)                             | sat Boroșești, comuna Scânteia                     | Pe Lesa (Dealul Borosești)      | sec. III - I a. Chr.                |            |            | Încărcați imagine | Raportați eroare |
| 98943.02.04 (Cod LMI: IS-I-s-B-03542)     | Situl arheologic de la Boroșești - "Pe Lesa" / ansamblu Necropolă bastarnică (Categorie: locuire) (Tip: Necropolă)             | sat Boroșești, comuna Scânteia                     | Pe Lesa (Dealul Borosești)      | Poienești - Lukașevka sec. III - VI |            |            | Încărcați imagine | Raportați eroare |
| 98943.02.05 (Cod LMI: IS-I-s-B-03542)     | Situl arheologic de la Boroșești - "Pe Lesa" / ansamblu anonim (Categorie: locuire) (Tip: Așezare)                             | sat Boroșești, comuna Scânteia                     | Pe Lesa (Dealul Borosești)      | sec. XVII - XVIII                   |            |            | Încărcați imagine | Raportați eroare |
| 98943.02.06 (Cod LMI: IS-I-s-B-03542)     | Situl arheologic de la Boroșești - "Pe Lesa" / ansamblu anonim (Categorie: locuire) (Tip: Așezare)                             | sat Boroșești, comuna Scânteia                     | Pe Lesa (Dealul Borosești)      | sec. IV-VI                          |            |            | Încărcați imagine | Raportați eroare |
| 98248.01.01 (Cod LMI: IS-I-m-B-03543.03)  | Situl arheologic de la Boureni - "Movila Căpățână" / ansamblu anonim (Categorie: locuire civilă) (Tip: Așezare)                | sat Boureni, comuna Moțca                          | Movila Căpățână                 | Cucuteni - A                        |            |            | Încărcați imagine | Raportați eroare |
| 98248.01.02 (Cod LMI: IS-I-m-B-03543.02)  | Situl arheologic de la Boureni - "Movila Căpățână" / ansamblu anonim (Categorie: locuire civilă) (Tip: Așezare)                | sat Boureni, comuna Moțca                          | Movila Căpățână                 | Cucuteni - B                        |            |            | Încărcați imagine | Raportați eroare |
| 98248.01.03 (Cod LMI: IS-I-m-B-03543.01)  | Situl arheologic de la Boureni - "Movila Căpățână" / ansamblu anonim (Categorie: locuire civilă) (Tip: Așezare)                | sat Boureni, comuna Moțca                          | Movila Căpățână                 |                                     |            |            | Încărcați imagine | Raportați eroare |
| 96922.01.01 (Cod LMI: IS-I-s-B-03544)     | Situl arheologic de la Brădicești - "La Odaie" / ansamblu anonim (Categorie: locuire civilă) (Tip: Așezare)                    | sat Brădicești, comuna Dolhești                    | La Odaie                        | Starčevo - Criș                     |            |            | Încărcați imagine | Raportați eroare |
| 96922.01.02 (Cod LMI: IS-I-s-B-03544)     | Situl arheologic de la Brădicești - "La Odaie" / ansamblu anonim (Categorie: locuire civilă) (Tip: Așezare)                    | sat Brădicești, comuna Dolhești                    | La Odaie                        | Cozia                               |            |            | Încărcați imagine | Raportați eroare |
| 96922.01.03 (Cod LMI: IS-I-s-B-03544)     | Situl arheologic de la Brădicești - "La Odaie" / ansamblu anonim (Categorie: locuire civilă) (Tip: Așezare)                    | sat Brădicești, comuna Dolhești                    | La Odaie                        | sec. V - I a. Chr.                  |            |            | Încărcați imagine | Raportați eroare |
| 96922.01.04 (Cod LMI: IS-I-s-B-03544)     | Situl arheologic de la Brădicești - "La Odaie" / ansamblu anonim (Categorie: locuire civilă) (Tip: Așezare)                    | sat Brădicești, comuna Dolhești                    | La Odaie                        | sec. II - III                       |            |            | Încărcați imagine | Raportați eroare |
| 96922.01.05 (Cod LMI: IS-I-m-B-03543.03)  | Situl arheologic de la Brădicești - "La Odaie" / ansamblu anonim (Categorie: locuire civilă) (Tip: Așezare)                    | sat Brădicești, comuna Dolhești                    | La Odaie                        | sec. IV                             |            |            | Încărcați imagine | Raportați eroare |
| 96922.01.06 (Cod LMI: IS-I-m-B-03543.02)  | Situl arheologic de la Brădicești - "La Odaie" / ansamblu anonim (Categorie: locuire civilă) (Tip: Așezare)                    | sat Brădicești, comuna Dolhești                    | La Odaie                        | Răducăneni sec. XI - XII            |            |            | Încărcați imagine | Raportați eroare |
| 96922.01.07 (Cod LMI: IS-I-m-B-03543.01)  | Situl arheologic de la Brădicești - "La Odaie" / ansamblu anonim (Categorie: locuire civilă) (Tip: Așezare)                    | sat Brădicești, comuna Dolhești                    | La Odaie                        | sec. XV - XVI                       |            |            | Încărcați imagine | Raportați eroare |
| 97946.01.01 (Cod LMI: IS-I-m-B-03545.05)  | Situl arheologic de la Brătuleni - "La Râpa" / ansamblu anonim (Categorie: locuire civilă) (Tip: Așezare)                      | sat Brătuleni, comuna Miroslava                    | La Râpa                         | Cucuteni                            |            |            | Încărcați imagine | Raportați eroare |
| 97946.01.02 (Cod LMI: IS-I-m-B-03545.04)  | Situl arheologic de la Brătuleni - "La Râpa" / ansamblu anonim (Categorie: locuire civilă) (Tip: Așezare)                      | sat Brătuleni, comuna Miroslava                    | La Râpa                         | Horodiștea - Erbiceni               |            |            | Încărcați imagine | Raportați eroare |
| 97946.01.03 (Cod LMI: IS-I-m-B-03545.03)  | Situl arheologic de la Brătuleni - "La Râpa" / ansamblu anonim (Categorie: locuire civilă) (Tip: Așezare)                      | sat Brătuleni, comuna Miroslava                    | La Râpa                         | sec. IV                             |            |            | Încărcați imagine | Raportați eroare |
| 97946.01.04 (Cod LMI: IS-I-m-B-03545.02)  | Situl arheologic de la Brătuleni - "La Râpa" / ansamblu anonim (Categorie: locuire civilă) (Tip: Așezare)                      | sat Brătuleni, comuna Miroslava                    | La Râpa                         | sec. VI - VII                       |            |            | Încărcați imagine | Raportați eroare |
| 97946.01.05 (Cod LMI: IS-I-m-B-03545.01)  | Situl arheologic de la Brătuleni - "La Râpa" / ansamblu anonim (Categorie: locuire civilă) (Tip: Așezare)                      | sat Brătuleni, comuna Miroslava                    | La Râpa                         | sec. XV - XVII                      |            |            | Încărcați imagine | Raportați eroare |
| 96165.01.01 (Cod LMI: IS-I-m-B-03547.05)  | Situl arheologic de la Buhalnița - "Cetățuia" / ansamblu anonim (Categorie: locuire) (Tip: Fortificație)                       | sat Buhalnița, comuna Ceplenița                    | Cetățuia                        | geto-dacică                         |            |            | Încărcați imagine | Raportați eroare |
| 96165.01.02 (Cod LMI: IS-I-m-B-03547.06)  | Situl arheologic de la Buhalnița - "Cetățuia" / ansamblu anonim (Categorie: locuire) (Tip: Necropolă birituală)                | sat Buhalnița, comuna Ceplenița                    | Cetățuia                        | geto-dacică sec. IV - III a. Chr.   |            |            | Încărcați imagine | Raportați eroare |
| 96165.01.03 (Cod LMI: IS-I-m-B-03547.04)  | Situl arheologic de la Buhalnița - "Cetățuia" / ansamblu anonim (Categorie: locuire) (Tip: Așezare)                            | sat Buhalnița, comuna Ceplenița                    | Cetățuia                        | sec. II - III                       |            |            | Încărcați imagine | Raportați eroare |
| 96165.01.04 (Cod LMI: IS-I-m-B-03547.03)  | Situl arheologic de la Buhalnița - "Cetățuia" / ansamblu anonim (Categorie: locuire) (Tip: Așezare)                            | sat Buhalnița, comuna Ceplenița                    | Cetățuia                        | sec. VIII - IX                      |            |            | Încărcați imagine | Raportați eroare |
| 96165.01.05 (Cod LMI: IS-I-m-B-03547.02)  | Situl arheologic de la Buhalnița - "Cetățuia" / ansamblu anonim (Categorie: locuire) (Tip: Așezare)                            | sat Buhalnița, comuna Ceplenița                    | Cetățuia                        | sec. XI - XIII                      |            |            | Încărcați imagine | Raportați eroare |
| 96165.01.06 (Cod LMI: IS-I-m-B-03547.01)  | Situl arheologic de la Buhalnița - "Cetățuia" / ansamblu anonim (Categorie: locuire) (Tip: Așezare)                            | sat Buhalnița, comuna Ceplenița                    | Cetățuia                        | sec. XV - XVII                      |            |            | Încărcați imagine | Raportați eroare |
| 168452.06.01 (Cod LMI: VL-I-m-B-09513.02) | Situl arheologic de la Belcești / ansamblu anonim (Categorie: locuire civilă) (Tip: Așezare)                                   | oraș Belcești                                      | la N de moară                   |                                     |            |            | Încărcați imagine | Raportați eroare |
| 168452.06.02 (Cod LMI: VL-I-m-B-09513.01) | Situl arheologic de la Belcești / ansamblu anonim (Categorie: locuire civilă) (Tip: Așezare)                                   | oraș Belcești                                      | la N de moară                   |                                     |            |            | Încărcați imagine | Raportați eroare |
| 95097.01.01 (Cod LMI: IS-II-a-A-04103)    | Mănăstirea Bârnova / ansamblu anonim (Categorie: structură de cult/religioasă) (Tip: Mănăstire)                                | sat Bârnova, comuna Bârnova                        | Casa stăreției                  | sec. XIII-XVIII                     |            |            | Încărcați imagine | Raportați eroare |
| 95097.01.01 (Cod LMI: IS-II-a-A-04103)    | Mănăstirea Bârnova / complex Casa Stăreției (Categorie: structură de cult/religioasă) (Tip: construcție)                       | sat Bârnova, comuna Bârnova                        | Casa stăreției                  | sec. XVII                           |            |            | Încărcați imagine | Raportați eroare |
| 168461.03                                 | Situl arheologic de la Belcești - "Dealul Scarchi" (Categorie: așezare) (Tip: așezare)                                         | oraș Belcești                                      | Dealul Scarchi                  |                                     |            |            | Încărcați imagine | Raportați eroare |
| 168461.04.01 (Cod LMI: IS-I-m-B-03537.01) | Situl arheologic de la Belcești - Punct "Coasta Hucului" / ansamblu anonim (Categorie: așezare) (Tip: Așezare)                 | oraș Belcești                                      | Coasta Hucului                  | sec. XV                             |            |            | Încărcați imagine | Raportați eroare |
| 168461.04.02 (Cod LMI: IS-I-s-B-03537)    | Situl arheologic de la Belcești - Punct "Coasta Hucului" / ansamblu anonim (Categorie: așezare) (Tip: Așezare)                 | oraș Belcești                                      | Coasta Hucului                  | sec. XIV-XV                         |            |            | Încărcați imagine | Raportați eroare |
| 168461.04.03 (Cod LMI: IS-I-m-B-03537.03) | Situl arheologic de la Belcești - Punct "Coasta Hucului" / ansamblu anonim (Categorie: așezare) (Tip: Așezare)                 | oraș Belcești                                      | Coasta Hucului                  | sec. XI-XII                         |            |            | Încărcați imagine | Raportați eroare |
| 168461.04.04 (Cod LMI: IS-I-m-B-03537.04) | Situl arheologic de la Belcești - Punct "Coasta Hucului" / ansamblu anonim (Categorie: așezare) (Tip: Așezare)                 | oraș Belcești                                      | Coasta Hucului                  | sec. X-XI                           |            |            | Încărcați imagine | Raportați eroare |
| 168461.05.01 (Cod LMI: IS-I-m-B-03538.01) | Situl Arheologic de la Belcești - Punct "Dealul Hucului la Sondă" / ansamblu anonim (Categorie: locuire civilă) (Tip: Așezare) | oraș Belcești                                      | Dealul Hucului la Sondă         | sec. XI-XII                         |            |            | Încărcați imagine | Raportați eroare |
| 168461.05.02 (Cod LMI: IS-I-m-B-03538.02) | Situl Arheologic de la Belcești - Punct "Dealul Hucului la Sondă" / ansamblu anonim (Categorie: locuire civilă) (Tip: Așezare) | oraș Belcești                                      | Dealul Hucului la Sondă         |                                     |            |            | Încărcați imagine | Raportați eroare |
| 168461.05.03 (Cod LMI: IS-I-m-B-03538.03) | Situl Arheologic de la Belcești - Punct "Dealul Hucului la Sondă" / ansamblu anonim (Categorie: locuire civilă) (Tip: Așezare) | oraș Belcești                                      | Dealul Hucului la Sondă         | Noua                                |            |            | Încărcați imagine | Raportați eroare |
| 168461.05.04 (Cod LMI: IS-I-m-B-03538.04) | Situl Arheologic de la Belcești - Punct "Dealul Hucului la Sondă" / ansamblu anonim (Categorie: locuire civilă) (Tip: Așezare) | oraș Belcești                                      | Dealul Hucului la Sondă         | Cucuteni                            |            |            | Încărcați imagine | Raportați eroare |
| 168461.05.05 (Cod LMI: IS-I-m-B-03538.05) | Situl Arheologic de la Belcești - Punct "Dealul Hucului la Sondă" / ansamblu anonim (Categorie: locuire civilă) (Tip: Așezare) | oraș Belcești                                      | Dealul Hucului la Sondă         | Precucuteni                         |            |            | Încărcați imagine | Raportați eroare |
| 168461.05.06 (Cod LMI: IS-I-m-B-03538.06) | Situl Arheologic de la Belcești - Punct "Dealul Hucului la Sondă" / ansamblu anonim (Categorie: locuire civilă) (Tip: Așezare) | oraș Belcești                                      | Dealul Hucului la Sondă         | Starčevo - Criș                     |            |            | Încărcați imagine | Raportați eroare |